# Movimento nazionale di risanamento del debito
Il movimento di risanamento del debito nazionale (국채보상운동?, 國債報償運動?, Gukchae Bosang UndongLR, Kukch'ae Posang UndongMR) era un movimento del popolo dell'Impero coreano per ripagare il debito del proprio paese attraverso la raccolta di donazioni individuali. Fu avviato da Seo Sang-dong di Taegu il 30 gennaio 1907: a quel tempo il debito nazionale ammontava a 13 milioni di won. Al culmine del movimento, nel 1908, erano stati accumulati 190.000 won.
Il movimento ha attirato l'attenzione nazionale e in molti hanno rinunciato all'acquisto del tabacco per aiutare a ripagare il debito nazionale. Le donne, tra cui la kisaeng Aengmu, hanno avuto un ruolo di primo piano nella raccolta fondi.
Inizialmente, il governo giapponese si aspettava che il movimento si placasse rapidamente, successivamente le forze giapponesi lo considerarono un'espressione pericolosa del nazionalismo coreano e cercarono di soffocarlo e screditarlo. A causa dell'orchestrazione giapponese di false accuse contro il presidente della banca che deteneva i fondi del movimento, quest'ultimo si disgregò e fallì il raggiungimento del proprio obiettivo.
Un grande parco nel centro di Taegu è dedicato al movimento.